# تپه‌قلعه وشنوه
تپه‌قلعه وشنوه مربوط به دوران‌های تاریخی پس از اسلام است که در شهرستان کهک، بخش فردو، روستای وشنوه واقع شده است. این اثر در تاریخ ۱۷ اسفند ۱۳۸۱ با شمارهٔ ثبت ۷۶۹۸ در آثار ملی ایران به ثبت رسیده است.